# Trogoderma fasciferum
Trogoderma fasciferum is een keversoort uit de familie spektorren (Dermestidae). De wetenschappelijke naam van de soort werd in 1914 gepubliceerd door Willis Stanley Blatchley.